# Piskorzewie
Piskorzewie (dawniej Piskorzewskie Przedmieście) – osiedle Kalisza, położone na północny zachód od Śródmieścia, między Prosną a Kanałem Bernardyńskim; pełni funkcje mieszkaniowo-przemysłowe.
Według ekspertyzy Centrum Modelowania Powodzi i Suszy w Poznaniu, Piskorzewie, obok Rajskowa, jest najbardziej zagrożonym powodziami osiedlem Kalisza.

## Historia
Nazwa osiedla wywodzi się od ryb – piskorzy, które licznie występowały w Prośnie i jej rozlewiskach.
Okres od około 1870 to intensywny rozwój Piskorzewia spowodowany zwłaszcza lokowaniem wielu fabryk, związanych głównie z przemysłem włókienniczym, m.in. Haft, Runotex, Wistil.
W 1871 na Piskorzewiu powstała gazownia, która zasilała m.in. latarnie uliczne. Na pamiątkę uruchomienia oświetlenia gazowego planowano na Nowym Rynku postawić pomnik kaduceusza z gazową pochodnią; pomnika ostatecznie nie wzniesiono.
Od października 1956 do lutego 2014 przy ulicy Majkowskiej 26 funkcjonowała zajezdnia Kaliskich Linii Autobusowych. W 2017 na części jej terenu powstało centrum przesiadkowe.
W latach 1993–1998 przy ulicy Złotej wybudowano Wyższe Seminarium Duchowne.

## Komunikacja miejska
| Kaliskie Linie Autobusowe | Kaliskie Linie Autobusowe       |
| Nr linii                  | Trasa                           |
| ------------------------- | ------------------------------- |
| 8                         | Wyszyńskiego – Wał Bernardyński |
| 13                        | Skłodowskiej-Curie – Długa      |
| 15                        | Wał Bernardyński – Skalmierzyce |
| 16                        | Obozowa – Wał Bernardyński      |
| 17                        | Majkowska – Kotowiecko          |
| 19E                       | Majkowska – Ostrów Wielkopolski |